# Pulsar
En pulsar (av engelskans pulsating star) är en roterande neutronstjärna som genererar regelbundna pulser av strålning med våglängder från radiostrålning till gammastrålning. 

## Fysikaliska egenskaper
Strålningen utgår från stjärnans båda magnetiska poler och bildar alltså två koner åt motsatta håll. Eftersom rotationsaxeln och de magnetiska polerna inte ligger på samma ställen, sveper dessa strålningsknippen över himlen med samma intervall som stjärnans rotationshastighet. Neutronstjärnor är endast några kilometer i diameter och extremt kompakta. Deras rotationshastighet kan komma upp i tusen varv i sekunden.[källa behövs]
Strålningspulsernas period kan variera från några hundradelar av en sekund till några få sekunder men är vanligen mellan en halv och en sekund. Varaktigheten håller sig i genomsnitt till ca 0,01 sekund. Strålningen från en del av dessa objekt har visat sig vara polariserad, vilket tyder på närvaro av magnetfält.

## Historik

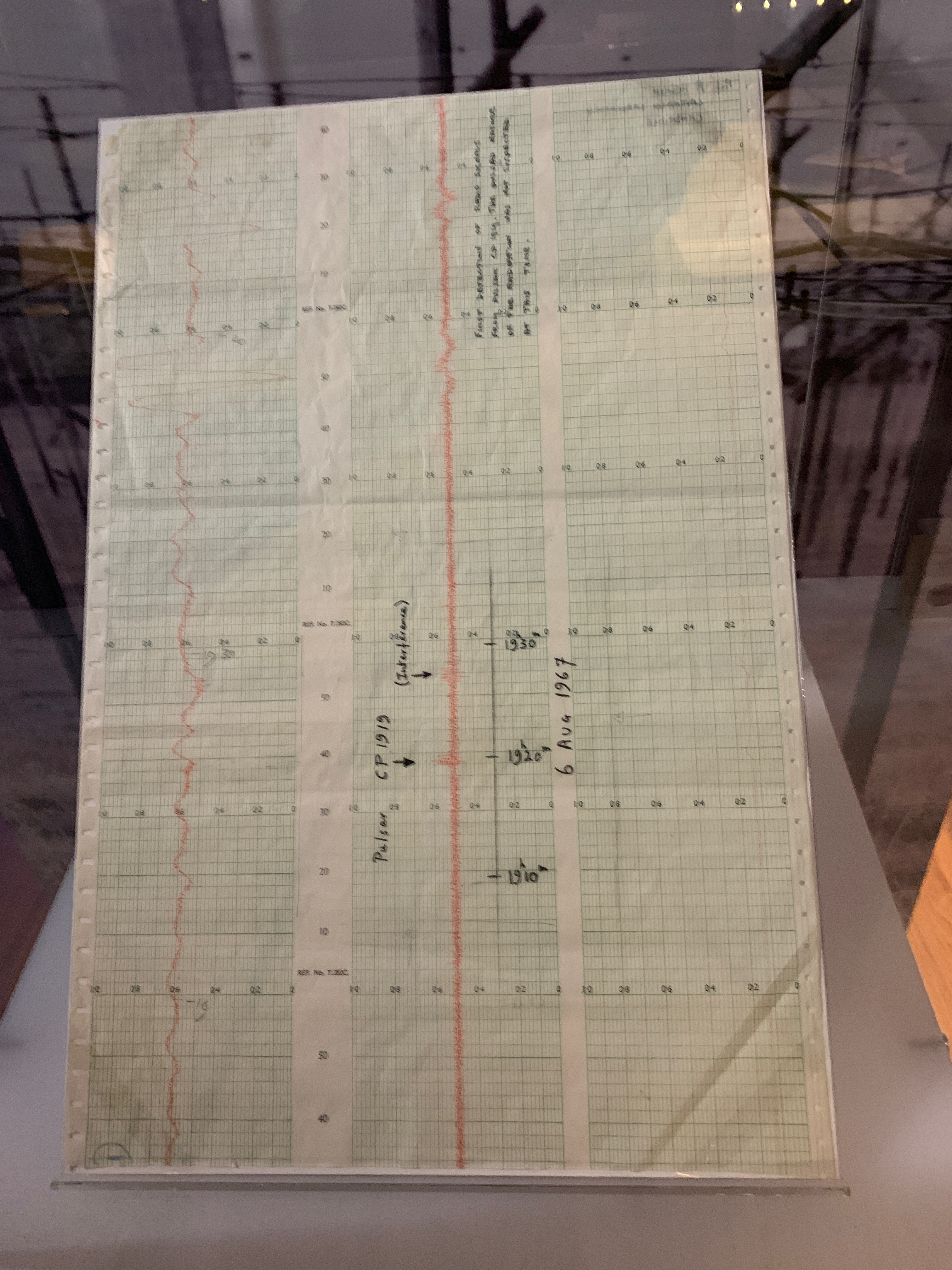
Diagrammet där Jocelyn Bell först identifierade signalen från en pulsar, utställt i Cambridge University Library

Fenomenet upptäcktes år 1967 av doktoranden Jocelyn Bell och hon lyckades till slut övertyga sin handledare Antony Hewish om att det var en viktig upptäckt. För denna fick Hewish nobelpriset i fysik 1974. När man först uppmätte de extremt regelbundna signalerna från yttre rymden spekulerades det i om det kunde vara de första bevisen för utomjordiskt intelligent liv. Därför kallades objektet först inofficiellt för LGM-1, där LGM stod för "Little Green Men". Den officiella beteckningen är PSR B1919+21.
Den mest kända pulsaren är Krabbpulsaren (PSR B0531+21), en relativt ung central neutronstjärna i Krabbnebulosan. Den är en rest efter supernovan SN 1054.

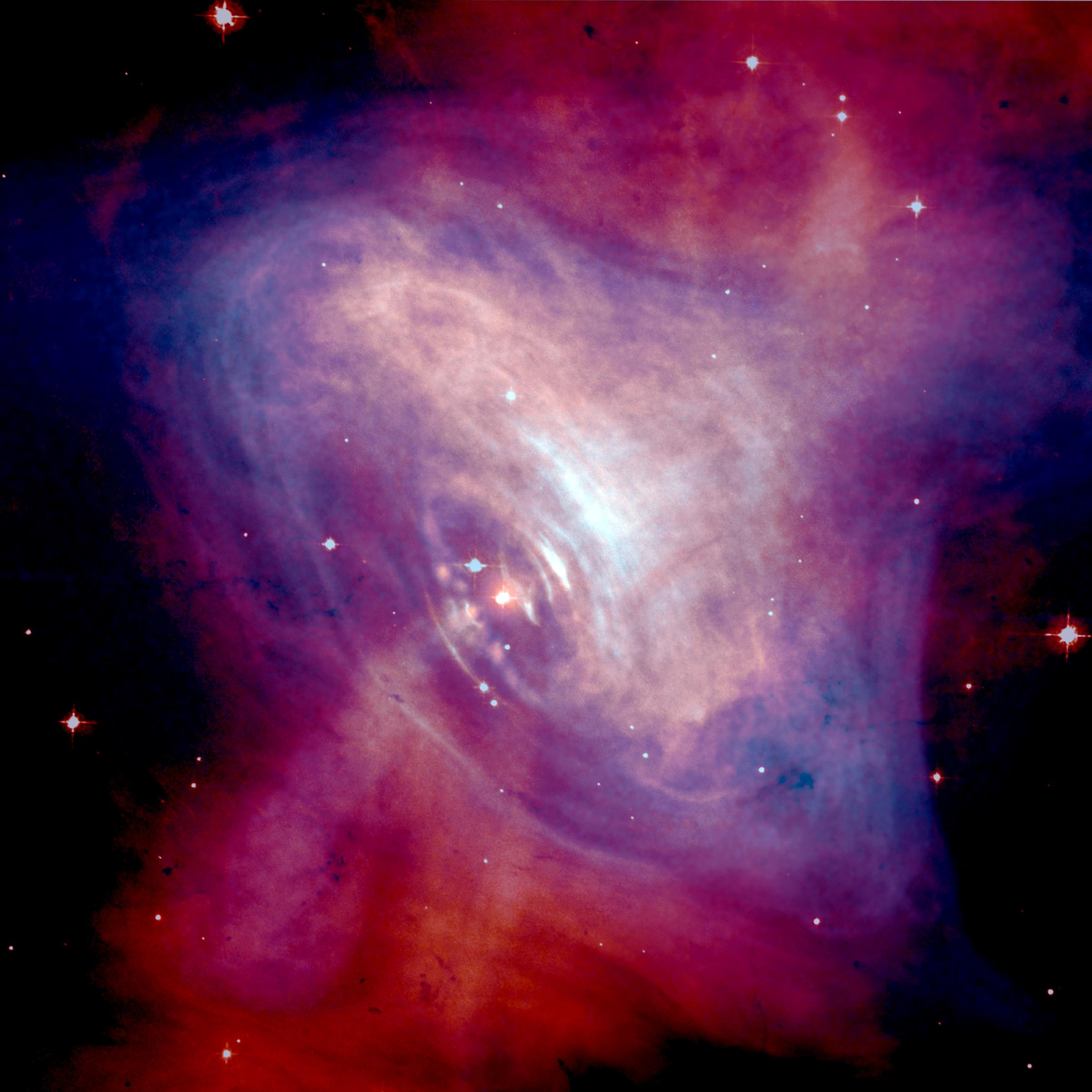
En bild av Krabbnebulosan i röntgen och vanligt ljus (sammansatta).
Principiell funktionsskiss av en pulsar. Strålningen lämnar kroppen i två smala knippen som sveper genom universum.

## Varaktighet
Från jorden kan vi bara observera de pulsarer där strålningsknippena är riktade mot oss. Efter hand som neutronstjärnor åldras så minskar deras rotationshastighet. När hastigheten sjunkit under en viss gräns (den s.k. dödslinjen) antas det att pulsmekanismen slutar, varvid neutronstjärnan inte längre är en pulsar. Dödslinjen beräknas uppnås efter 10-100 miljoner år, vilket skulle innebära att 99% av alla pulsarer som funnits i det 13,7 miljarder år gamla universumet har slutat pulsera.